# Église Sainte-Croix de Braga
L'église Sainte-Croix de Braga (en portugais, Igreja de Santa Cruz) est une église du XVIIe siècle située à Braga, au Portugal. Elle est dédiée à la Sainte-Croix.
L'église des Cinq Plaies de San Jose, en Californie, a été inspirée de cette église.